# Ян, Пётр Евгеньевич
Пётр Евгеньевич Ян (англ. Petr Evgenyevich Yan; род. 11 февраля 1993, Дудинка, Таймырский (Долгано-Ненецкий) АО, Красноярский край, Россия) — российский боец смешанных боевых искусств. Бывший чемпион ACB в легчайшем весе.
Бывший чемпион UFC и временный чемпион UFC в легчайшем весе, третий чемпион UFC из России. Занимает 3 строчку официального рейтинга UFC в легчайшем весе.

## Биография
Пётр родился в 1993 году в деревне Назаровского района Красноярского края[уточнить]. Фамилию Ян получил от деда, китайца по национальности. В начале 2000-х годов семья переехала в заполярный город Дудинка.
В шестом классе начал заниматься тхэквондо и мини-футболом и даже гимнастикой. В 12 лет начал заниматься боксом под руководством Николая Николаевича Суржикова.
В 14 лет зарабатывал тем, что разгружал баржи на Енисее. Во время работы познакомился с Константином Маньковым, который предложил его будущему тренеру Петра, Юрию Владимировичу Демченко.
В 15 лет после 9 класса школы Пётр переехал из Красноярского края в Омск, где продолжил тренировки под руководством мастера спорта СССР по боксу Юрия Владимировича Демченко.
ММА заинтересовался в клубе «Александр Невский», когда наблюдал за тем, как тренируются профессиональные бойцы.
Окончил СибГУФК в Омске.
В начале 2010-х годов подрабатывал охранником в ночном клубе на окраине Омска.
В сентябре 2018 года переехал в Екатеринбург вместе с семьёй, чтобы выступать за клуб «Архангел Михаил».

## Карьера в смешанных единоборствах

### Absolute Championship Berkut
24 октября 2015 года на ACB 24 Ян встретился с Мурадом Каламовым и выиграл бой единогласным решением судей. Победа дала Яну возможность сразиться с Магомедом Магомедовым за пояс чемпиона в легчайшем весе.
Ян встретился с Магомедом Магомедовым 26 марта 2016 на ACB 32. Бой продлился все 5 раундов. Проиграл бой раздельным решением судей.
После первого поражения в карьере Ян встретился с бойцом из Англии Эдом Артуром на ACB 41 15 июля 2016 года. Одержал победу единогласным решением судей.
15 апреля 2017 года на ACB 57 провёл бой-реванш против Магомеда Магомедова. Бой продлился 5 раундов. Одержал победу единогласным решением судей и стал чемпионом ACB в легчайшем весе.
30 сентября 2017 на ACB 71 успешно защитил титул чемпиона против бразильца Матеуса Маттоса. Одержал победу нокаутом в третьем раунде.

### Ultimate Fighting Championship
После первой защиты титула чемпиона ACB подписал контракт с UFC в январе 2018 года.
Дебютный поединок Ян провёл против японца Тэруто Исихары 23 июня 2018 года на UFC Fight Night 132. Одержал победу техническим нокаутом в первом раунде.
15 сентября 2018 года на UFC Fight Night 136 соперником Петра должен был стать 14 номер рейтинга легчайшего веса Дуглас Силва ди Андради, но из-за травмы ноги Андради не смог принять участие в бою, и на замену бразильцу вышел боец из Кореи Джин Су Сон. На взвешивании Сон не смог показать нужный вес, и был оштрафован на 20 % от своего гонорара в пользу Яна. Одержал победу единогласным решением судей. Стал обладателем премии «Бой вечера».
29 декабря 2018 года на UFC 232 Яна ожидал бразилец Дуглас Силва ди Андради, бой с которым ранее не состоялся. Одержал победу техническим нокаутом во втором раунде. Угол Андради остановил бой из-за открывшегося глубокого рассечения у бразильца.
23 февраля 2019 года провёл поединок против американца Джона Додсона на UFC Fight Night 145. Одержал победу единогласным решением судей.
8 июня 2019 года на UFC 238 одержал победу над американцем Джимми Риверой единогласным решением судей.
14 декабря 2019 года на UFC 245 встретился с Юрайей Фейбером. Одержал победу нокаутом в третьем раунде, нанеся удар ногой в голову. Стал обладателем премии «Выступление вечера».
12 июля 2020 года на UFC 251 техническим нокаутом в пятом раунде победил бразильца Жозе Алду и завоевал титул чемпиона UFC в легчайшем весе. После победы над Жозе Алду и завоевания чемпионского титула, UFC включило Петра Яна в рейтинг лучших бойцов вне зависимости от весовых категорий (P4P). Россиянин занял 13-ю строчку обновлённого рейтинга.
14 июля 2020 года вошёл в десятку сильнейших бойцов вне зависимости от весовой категории по версии сайта Fightmatrix.

#### Бой за титул чемпиона UFC в легчайшем весе
Дата боя — 12 июля 2020 года.
Место — Бойцовский остров, Абу-Даби.
Секунданты — Денис Лаврентьев, Ильяс Хамзин, Алексей Сорокин, Саят Абрахманов.
Результаты взвешивания — Пётр Ян 61,2 кг, Жозе Алду 61,2 кг
Хронология событий:
11 мая 2020 года после заявления Генри Сехудо о завершении карьеры в UFC президент организации Дэйна Уайт заявил, что титул чемпиона в легчайшем весе становится вакантным, а Ян становится первым претендентом на этот пояс.
28 мая 2020 года президент организации Дэйна Уайт заявил, что разрабатывает титульный бой между Петром Яном и Жозе Алду.
10 июня 2020 года Пётр Ян подписал контракт на бой.
11 июля 2020 года на турнире UFC 251 на «Бойцовском острове» в ОАЭ Ян в заключительном пятом раунде победил Жозе Алду. Ян доминировал на протяжении большей части поединка и уверенно провёл концовку боя — после простой комбинации в начале пятого раунда он методично добивал оппонента уже на канвасе. Пётр Ян стал новым Чемпионом UFC в легчайшем весе. В этом поединке Ян установил рекорд по количеству значимых ударов для легчайшей весовой категории — за неполные 5 раундов россиянин нанёс 194 удара.

#### Чемпион в легчайшем весе
6 марта 2021 Ян лишился титула в поединке против Алджамейна Стерлинга на UFC 259, проиграв бой дисквалификацией (удар коленом в голову соперника, колено которого касается пола).
30 октября 2021 года, на UFC 267, Ян сразился с Кори Сэндхэгеном за титул временного чемпиона UFC в легчайшем весе, в котором победил единогласным решением судей.
Реванш за объединение титулов с Алджамейном Стерлингом должен был состояться 5 марта 2022 года на турнире UFC 272. Однако 11 января 2022 года было объявлено, что бой перенесён на турнир UFC 273, который состоится 9 апреля. Ян проиграл бой раздельным решением судей.

### После титула
Ян встретился с Шоном О’Мэлли 22 октября 2022 года на UFC 280. Он проиграл бой раздельным решением судей. Решение было воспринято как весьма спорное, и многие фанаты и бойцы решительно выразили свою уверенность в том, что Ян был законным победителем. 25 из 26 СМИ оценили бой в пользу Яна. Бой получил бонус «Бой вечера». Однако редакторы сайта Sherdog дали этому бою награду «Ограбление года 2022».
Ян встретился с Мерабом Двалишвили 11 марта 2023 года на UFC Fight Night: Ян vs. Двалишвили. Он проиграл бой единогласным решением судей.
Ян должен был стать главным бойцом UFC Fight Night 233 против Сун Ядуна 9 декабря 2023 года. Однако Ян снялся с боя из-за травмы и был заменён Крисом Гутьерресом, которого Сун победил. Бой с Суном был перенесён на 9 марта 2024 года на UFC 299. За месяц до события Ян получил травму паховой мышцы, и в первом раунде боя Ян порвал переднюю крестообразную связку и мениск, несмотря на травмы, Ян выиграл бой единогласным решением судей.
Ян встретился с бывшим двукратным чемпионом UFC в наилегчайшем весе Дейвесоном Фигейредо 23 ноября 2024 года в главном событии турнира UFC Fight Night: Ян vs Фигейредо. Бой закончился победой Петра Яна единогласным решением судей (50-45).
25 ноября на официальном YouTube канале UFC вышел ролик, под названием «Топ лучших боксёров UFC» и этот список возглавил Ян.

## Титулы и достижения

### Смешанные единоборства
- Ultimate Fighting Championship
  - Чемпион UFC в легчайшем весе (один раз) (завоевал на UFC 251 победив Жозе Алдо техническим нокаутом в 5 раунде)
  - Временный Чемпион UFC в легчайшем весе (один раз) (завоевал на UFC 267 победив Кори Сэндхэгена единогласным решением судей)
  - Обладатель премии «Бой вечера» (три раза — против Джин Су Сона[24], Кори Сэндхэгена[25] и Шона О’Мэлли)
  - Обладатель премии «Выступление вечера» (один раз) против Юрайи Фейбера
- Absolute Championship Berkut
  - Чемпион ACB в легчайшем весе (один раз)
  - Одна успешная защита титула
  - Победитель гран-при в легчайшем весе
  - Обладатель премии «Бой вечера» (три раза) против Мурада Каламова, Магомеда Магомедова, Эда Артура
- MMADNA.nl
  - 2018 «Европейский новичок года»[26]
- World MMA Awards[англ.]
  - 2020, номинирован на звание «Прорыв года»[27]

## Статистика в смешанных единоборствах
| Боёв 24          | Побед 19 | Поражений 5 |
| ---------------- | -------- | ----------- |
| Нокаутом         | 7        | 0           |
| Сдачей           | 1        | 0           |
| Решением         | 11       | 4           |
| Дисквалификацией | 0        | 1           |

| Результат | Рекорд | Соперник                | Способ                                                                                            | Турнир                                        | Дата             | Раунд | Время | Место                | Примечание                                                                      |
| --------- | ------ | ----------------------- | ------------------------------------------------------------------------------------------------- | --------------------------------------------- | ---------------- | ----- | ----- | -------------------- | ------------------------------------------------------------------------------- |
| Победа    | 19-5   | Маркус МакГи            | Единогласное решение                                                                              | UFC on ABC: Уиттакер vs. Де Риддер            | 27 июля 2025     | 3     | 5:00  | Абу-Даби, ОАЭ        |                                                                                 |
| Победа    | 18-5   | Дейвисон Фигейреду      | Единогласное решение                                                                              | UFC Fight Night: Ян vs. Фигейреду             | 23 ноября 2024   | 5     | 5:00  | Макао, Китай         |                                                                                 |
| Победа    | 17-5   | Сун Ядун                | Единогласное решение                                                                              | UFC 299                                       | 9 марта 2024     | 3     | 5:00  | Майами, Флорида, США |                                                                                 |
| Поражение | 16-5   | Мераб Двалишвили        | Единогласное решение                                                                              | UFC Fight Night: Ян vs. Двалишвили            | 11 марта 2023    | 5     | 5:00  | Лас-Вегас, США       |                                                                                 |
| Поражение | 16-4   | Шон О'Мэлли             | Раздельное решение                                                                                | UFC 280                                       | 22 октября 2022  | 3     | 5:00  | Абу-Даби, ОАЭ        | «Лучший бой вечера» (3)                                                         |
| Поражение | 16-3   | Алджамейн Стерлинг      | Раздельное решение                                                                                | UFC 273                                       | 9 апреля 2022    | 5     | 5:00  | Джексонвилл, США     | Бой за титул чемпиона UFC в легчайшем весе.                                     |
| Победа    | 16-2   | Кори Сэндхэген          | Единогласное решение                                                                              | UFC 267                                       | 30 октября 2021  | 5     | 5:00  | Абу-Даби, ОАЭ        | Завоевал временный титул чемпиона UFC в легчайшем весе. «Лучший бой вечера» (2) |
| Поражение | 15-2   | Алджамейн Стерлинг      | Дисквалификация (запрещённый удар коленом в голову соперника, находившегося на трёх точках опоры) | UFC 259                                       | 7 марта 2021     | 4     | 4:29  | Лас-Вегас, США       | Утратил титул чемпиона UFC в легчайшем весе                                     |
| Победа    | 15-1   | Жозе Алду               | Технический нокаут (удары руками)                                                                 | UFC 251                                       | 12 июля 2020     | 5     | 3:24  | Абу-Даби, ОАЭ        | Завоевал титул чемпиона UFC в легчайшем весе                                    |
| Победа    | 14-1   | Юрайя Фейбер            | Нокаут (удар ногой в голову)                                                                      | UFC 245                                       | 14 декабря 2019  | 3     | 0:43  | Лас-Вегас, США       | «Выступление вечера» (1)                                                        |
| Победа    | 13-1   | Джимми Ривера           | Единогласное решение                                                                              | UFC 238 — Cejudo vs. Moraes                   | 8 июня 2019      | 3     | 5:00  | Чикаго, США          |                                                                                 |
| Победа    | 12-1   | Джон Додсон             | Единогласное решение                                                                              | UFC Fight Night: Блахович vs. Сантус          | 23 февраля 2019  | 3     | 5:00  | Прага, Чехия         |                                                                                 |
| Победа    | 11-1   | Дуглас Силва ди Андради | Технический нокаут (остановка врачом)                                                             | UFC 232                                       | 29 декабря 2018  | 2     | 5:00  | Инглвуд, США         |                                                                                 |
| Победа    | 10-1   | Джин Су Сон             | Единогласное решение                                                                              | UFC Fight Night: Хант — Олейник               | 15 сентября 2018 | 3     | 5:00  | Москва, Россия       | Бой в промежуточном весе 62,1 кг; Сон не сделал вес. «Лучший бой вечера» (1)    |
| Победа    | 9-1    | Тэруто Исихара          | Технический нокаут (удары)                                                                        | UFC Fight Night 132 — Cerrone vs. Edwards     | 23 июня 2018     | 1     | 3:28  | Каланг, Сингапур     | Дебют в UFC.                                                                    |
| Победа    | 8-1    | Матеус Маттос           | Нокаут (удары)                                                                                    | ACB 71 — Moscow                               | 30 сентября 2017 | 3     | 2:27  | Москва, Россия       | Защитил (1) титул чемпиона ACB в легчайшем весе.                                |
| Победа    | 7-1    | Магомед Магомедов       | Единогласное решение                                                                              | ACB 57 — Yan vs. Magomedov                    | 15 апреля 2017   | 5     | 5:00  | Москва, Россия       | Завоевал титул чемпиона ACB в легчайшем весе.                                   |
| Победа    | 6-1    | Эд Артур                | Единогласное решение                                                                              | ACB 41 — Path to Triumph                      | 15 июля 2016     | 3     | 5:00  | Сочи, Россия         | «Лучший бой вечера» (3)                                                         |
| Поражение | 5-1    | Магомед Магомедов       | Раздельное решение                                                                                | ACB 32 — Battle of Lions                      | 26 марта 2016    | 5     | 5:00  | Москва, Россия       | Бой за титул чемпиона ACB в легчайшем весе. «Лучший бой вечера» (2)             |
| Победа    | 5-0    | Мурад Каламов           | Единогласное решение                                                                              | ACB 24 — Grand Prix Berkut 2015 Final         | 24 октября 2015  | 3     | 5:00  | Москва, Россия       | Финал гран-при ACB в легчайшем весе. Выиграл гран-при. «Лучший бой вечера» (1)  |
| Победа    | 4-0    | Артур Мирзаханян        | Технический нокаут (удары)                                                                        | Professional Combat Sambo — Russia Cup        | 5 июля 2015      | 1     | 2:40  | Омск, Россия         |                                                                                 |
| Победа    | 3-0    | Харон Орзумиев          | Удушающий приём (гильотина)                                                                       | ACB 19 — Baltic Challenge                     | 30 мая 2015      | 1     | 0:47  | Калининград, Россия  | Полуфинал гран-при ACB в легчайшем весе.                                        |
| Победа    | 2-0    | Ренато Веламе           | Единогласное решение                                                                              | ACB 14 — Grand Prix 2015                      | 28 февраля 2015  | 3     | 5:00  | Грозный, Россия      | Дебют в ACB. Четвертьфинал гран-при ACB в легчайшем весе.                       |
| Победа    | 1-0    | Мурад Бакиев            | Нокаут (удар)                                                                                     | Eurasian Fighting Championship — Baikal Fight | 20 декабря 2014  | 3     | 0:45  | Иркутск, Россия      |                                                                                 |

## Личная жизнь
Пётр Ян женат на Юлии Ян, у пары есть двое сыновей — Даниил и Константин. Константин родился 22 июня 2020 года в Таиланде, где Юлия сопровождала Петра на сборах.